# Millî Görüş
Millî Görüş (prononcé /milˈliː ɟœˈɾyʃ/, litt. « vision nationale ») est une confédération islamique et musulmane européenne siégeant à Cologne en Allemagne et présidée par Kemal Ergün (de) depuis mai 2011.

## Étymologie et signification
Le mot görüş signifie « vision » en turc courant tandis que l'adjectif millî signifie « national »,. Le nom « Millî Görüş » est donc traduit en français par l'expression « vision nationale »,.
Selon l'explication qu'en donne la Confédération islamique Millî Görüş France, le mot millî renverrait au terme coranique millat. Il fait référence au fait de suivre la religion (monothéiste) d'un prophète. Le nom de la confédération désignerait ainsi selon son explication « l’ensemble des musulmans qui se considèrent comme faisant partie de la lignée d’Ibrahim (Abraham) ».

## Historique
Fondée en 1969 par le député turc Necmettin Erbakan, qui deviendra par la suite Premier ministre, cette organisation politico-religieuse s'est développée progressivement en Europe occidentale, sous l'impulsion de membres de la diaspora turque en Allemagne qui ont créé, indépendamment du contexte politique turc, leur entité propre : Islamische Gemeinschaft Millî Görüş (IGMG).
Cette confédération gère plus de 500 mosquées en Europe occidentale. Certains analystes la qualifient d'islamiste,.
Elle est très proche de l'AKP, le parti du président turc Recep Tayyip Erdoğan, qualifiée par exemple par Le Figaro de « relais de la propagande » du président turc en Europe.

## En Europe

### France
L'antenne française du Mili Görüs se nomme Confédération islamique Millî Görüş (CIMG). Elle gère 71 mosquées et compte plusieurs dizaines de milliers de membres. Son président est Emir Demirbas.
La CIMG porte notamment le projet de la mosquée Eyyûb Sultan à Strasbourg, qui pourrait devenir la plus grande d'Europe. D'autres chantiers de mosquées avec école coranique sont en cours à Sevran (en face du siège de l'organisation et devant servir de grande mosquée du CIMG en France), à Creil et à Sarcelles. En Île-de-France, elle gère des mosquées avec école coranique à Mantes-la-Jolie, Poissy-Vernouillet, Grigny, Clichy-sous-Bois, Fontenay-sous-Bois, Ris-Orangis et Corbeil-Essonnes.
La CIMG est un membre statuaire du Conseil français du culte musulman (CFCM) et à ce titre elle est présente au bureau exécutif.
Selon Guillaume Perrier, la CIMG promeut un islam anti-occidental et nationaliste turc, et serait proche des Frères musulmans turcs et de Tariq Ramadan. Selon l'universitaire Jean Marcou, spécialiste de la Turquie, le CIMG imposerait au sein du CFCM un « islam à la turque ». Il affirme : « C'est un vecteur d'influence extrêmement important pour Recep Erdogan. Il peut ensuite se servir de son emprise sur les communautés européennes comme levier dans ses négociations diplomatiques. »
Le 17 avril 2021, Fatih Sarıkır reçoit une lettre de menace de mort à connotation politique à son domicile. Cette dernière est signée « Action France » (à ne pas confondre avec l'Action française), un mystérieux groupe qui sous-entend avoir dans ses rangs des « jeunes officiers, sous-officiers et hommes du rang des troupes parachutistes, de marine, blindées (...) très entraînés et stationnés en France ou en opérations extérieures ».
Dans la nuit du 3 au 4 mai 2021, la mosquée turque d'Albertville (gérée par la CIMG) est victime d'un incendie volontaire. Cet acte criminel intervient dans un contexte local particulièrement tendu, à savoir celui d'un bras de fer entre la CIMG, qui souhaite faire construire une école primaire à côté de la mosquée, et Frédéric Burnier-Framboret, le maire divers droite de la commune, qui s'oppose frontalement à ce projet, allant même jusqu'à contester devant les tribunaux une décision de justice en faveur de la CIMG.

#### Polémique sur la mosquée de Strasbourg
En 2021, la construction de la mosquée Eyyûb Sultan, affiliée au Millî Gorus, à Strasbourg suscite une polémique politique et médiatique.
En mars, le conseil municipal de Strasbourg adopte « le principe d’une subvention » de plus de 2,5 millions d'euros pour la construction de la mosquée,,, soit 10 % du montant des travaux, ce qui est le pourcentage habituel pour la subvention des lieux de culte de Strasbourg, toutes confessions confondues.
Le ministre de l'Intérieur et des Cultes, Gérald Darmanin, accuse la maire EELV, Jeanne Barseghian, de subventionner « une mosquée soutenue par une fédération qui défend l'islam politique » sur le sol français. Le projet est financé par Millî Görüş, qui a refusé de signer la charte de l'islam de France voulue par le gouvernement français et qui est réputé proche du pouvoir turc.
Toutefois, Le Canard Enchaîné révèle que l'association a déjà bénéficié de subventions publiques, au titre de la « prévention de la délinquance » (mise en place de caméras, selon le ministère de l'Intérieur) et que la salle de prières de Mulhouse avait reçu le double aval, en grande pompe, du maire Jean Rottner (LR) et du président du sénat (LR également) Gérard Larcher, en présence de Tahsin Burcuoğlu (tr), ambassadeur de Turquie à Paris (tr) de 2010 à 2014.
Millî Görüs retire sa demande de subvention le 16 avril 2021.

#### Polémique sur une conférence à l'université de Strasbourg
Le 31 janvier 2024, l'association provoque une polémique après avoir introduit une conférence à l'université de Strasbourg par la lecture de versets du Coran pendant une dizaine de minutes, ce qui contrevient à la loi concernant la laïcité française.

### Allemagne

#### Polémique sur des soupçons de fraudes
En mai 2013, le procureur de Cologne accuse le secrétaire général du mouvement de fraude sur les dons et de fraude fiscale. Le secrétaire général aurait détourné avec trois anciens responsables de la communauté plus de onze millions d'euros de dons. Entre 2005 et 2009, les accusés auraient rassemblé environ 377 000 dons des croyants musulmans d'un montant de 100 euros et en auraient détourné près d'un tiers,,,.
En 2018, l'organisation est, en Allemagne, pratiquement contrôlée par l'AKP, Diyanet et le gouvernement turc,,,,.

## En Turquie
Plusieurs formations politiques islamistes sont associées à ce courant, en particulier celles de Necmettin Erbakan, Premier ministre de 1996 à 1997 :
- le Parti de l'ordre national (en) (Millî Nizam Partisi, 1970-1971)
- le Parti du salut national (Millî Selamet Partisi, 1972-1981)
- le Parti du bien-être (Refah Partisi, 1983-1998)
- le Parti de la félicité (Saadet Partisi, depuis 2001)